# Parc Nacional Tajik
El Parc nacional Pamir (també conegut com a Pamersky o Pamirsky) és un parc nacional i parc natural situat a l'est del Tadjikistan. S'estén per més de 2,6 milions d'hectàrees, equivalent a l'11% de la superfície total del Tadjikistan. Inclou parts de les muntanyes del Pamir. Està inscrit a la llista del Patrimoni de la Humanitat des del 2013.